# Строковий
Строковий — роз'їзд Херсонської дирекції Одеської залізниці на лінії Снігурівка — Херсон.
Розташований на території, підпорядкованій Херсонській міській раді, поза будь-яким населеним пунктом (найближче селище Сонячне знаходиться за 3,5 км від роз'їзду).
Розташований між роз'їздами Галаганівка (20 км) та роз'їздом Херсон-Східний (12 км).

## Історія
Роз'їзд було відкрито 1958 року, первісно мав назву роз'їзд 504 км. Дата присвоєння сучасної назви наразі не встановлена.

## Сполучення
Зупиняються лише приміські поїзди.
Станом на осінь 2018 р. приміське сполучення:
- приміський поїзд Миколаїв-Вантажний — Апостолове (через Миколаїв-Пас, Копані, Херсон, Херсон-Східний, Снігурівку, щоденно)
- приміський поїзд Херсон — Апостолове (щоденно)
- приміський поїзд Херсон — Нововесела (щоденно)

Щоб дістатися до міста Дніпро, достатньо сісти на дизель до станції Апостолове, а там пересісти на дизель-поїзд Апостолове — Дніпро.